# Pauline Einstein

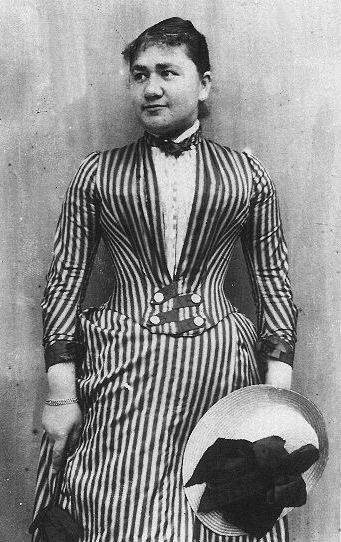
Pauline Einstein, geb. Koch

Pauline Einstein (* 8. Februar 1858 in Cannstatt, Königreich Württemberg als Pauline Koch; † 20. Februar 1920 in Berlin) war die Mutter von Albert und Maja Einstein.

## Leben bis 1894
Pauline Einstein war die jüngste Tochter des Cannstatter Getreidehändlers Julius Koch, sie wurde im Haus Badstraße 20 in Stuttgart Bad-Cannstatt geboren. Ihr Vater kam aus einfachen Verhältnissen. Er war Bäcker in Jebenhausen (OA Göppingen), erlangte aber mit seinem Bruder Heinrich ein ansehnliches Vermögen und stieg zum „Königlich-Württembergischen Hoflieferanten“ für Getreide auf. Ihre Mutter, Jette Bernheimer, stammte aus Cannstatt und war von stiller und fürsorglicher Natur.
Pauline Einstein heiratete am 8. Juni 1876 in der Israelitischen Betstätte Cannstatt Hermann Einstein, der in Ulm etwa ab 1870 Teilhaber der Bettfedernfabrik Israel & Levi war. Sie galt als gebildete, ruhige, zum Künstlerischen neigende Frau. Wenn es ihre Haushaltspflichten erlaubten, spielte sie eifrig und gut Klavier. „Ausdauernde Geduld“ bei komplizierten Nadelarbeiten hat Tochter Maja hervorgehoben. Pauline war fürsorglich und warmherzig, ließ jedoch ihren Gefühlen „selten freien Lauf“.
Von 1878 bis 1880 wohnten Pauline und Hermann Einstein im Haus Bahnhofstraße 20 in Ulm, einem Gründerzeitbau, der von zwei jüdischen Eigentümern errichtet worden war. In Ulm waren der jüdische Bankier Gustav Maier und seine Frau Regina „liebe Freunde“ der Einsteins. Befreundete Verwandte waren Paulines Bruder Jakob Koch und seine Ehefrau Julie (finanzierte Albert Einstein 1895–1900; sie lebten ab 1880 in München, Riesbach bei Zürich und Genua). Im Juni 1880 zog die Familie nach München, wo Hermann Einstein in die Firma seines jüngeren Bruders Jakob einstieg, die 1885 zur elektrotechnischen Fabrik umgewandelt wurde. Im Haus Adlzreiterstraße 14 lebten Hermann und Pauline Einstein mit ihren Kindern Albert und Maja sowie Jakob und Ida Einstein mit ihren Kindern Robert und Edith. Bei den Einsteins in München lebte zwischen 1886 und 1894 Paulines verwitweter Vater Julius Koch. Er gab der Elektrotechnischen Fabrik Kredite. 1894 wurde die Fabrik in München aufgelöst, um einem Konkurs zuvorzukommen, und die Familie zog nach Mailand.

## Förderung des Sohnes Albert
Pauline Einstein verwirklichte sich als Frau und Mutter dadurch, dass sie den hoch begabten Sohn optimal förderte. Und das zu Zeiten, als ihr eine Berufstätigkeit als Unternehmersgattin verwehrt blieb. In München ließ Pauline Einstein ihrem Sohn Albert Privatunterricht erteilen, sodass er schon mit fünf Jahren in Klasse 2 der Volksschule eingeschult wurde. Mit 10 Jahren setzte beim jungen Albert Einstein eine zwei Jahre dauernde religiöse Phase ein, während derer er seine Familie vielfach kritisierte, weil sie z. B. nicht die Regeln koscheren Essens befolgte. Mit 12 Jahren wurde Albert Agnostiker. Die Eltern akzeptierten, dass er deswegen seine Bar Mitzwa ablehnte. Pauline Einstein förderte es, dass Albert seit 1889 mit dem einmal in der Woche zum Freitisch eingeladenen Münchner Medizinstudenten Max Talmey (1869–1941) kommunizierte, der ihn in die Welt der Naturwissenschaften einführte und ihm Grundlagen philosophischen und mathematisch-naturwissenschaftlichen Denkens vermittelte. Bis 1894 förderte Pauline Einstein Disziplin, Ehrgeiz und Kenntnisse ihres Sohnes Albert. Sie bestand energisch darauf, dass der Sohn Geige spielen lernte. Das Geigenspiel wurde ihm ab dem Alter von zwölf Jahren eine lebenslange Quelle der Inspiration, auch im Kontext mit Einfällen für die Physik. In Mailand bereitete sich Albert mit Billigung der Eltern zu Hause im Selbstunterricht auf eine Aufnahmeprüfung am Eidgenössischen Polytechnikum in Zürich vor.
Pauline Einstein förderte die Entwicklung ihres Sohnes Albert engagiert und erfolgreich. Insofern gehört sie zeitbedingt zu jenem Frauentyp, der in der Förderung des hochbegabten Sohnes ihre Hauptlebensaufgabe sahen, damit er ein Meister seines Fachs werden sollte. Schließlich wurde er Nobelpreisträger.
Ihre Tochter Maja Einstein studierte und promovierte in Romanistik.

## Finanzielle Krisen in Italien 1895–1902
In Italien betrieben die Brüder Jakob und Hermann Einstein von 1894 bis 1896 zusammen mit Lorenzo Garrone die elektrotechnische Fabrik Einstein-Garrone in Pavia, die 1896 in Konkurs ging. Fortan betrieb Hermann Einstein alleine kleinere elektrotechnische Firmen in Mailand. Von ihnen ging die erste in Insolvenz, erst die zweite blieb bestehen. Da die Eltern 1895 Alberts Studium in Zürich nicht finanzieren konnten, schickten sie Albert von Mailand aus nach Genua, wo er seine Tante Julie Koch dazu brachte, ihn bis 1900 mit 100 Schweizer Franken im Monat auskömmlich zu unterstützen. Mit ihr war Pauline Einstein befreundet; sie war ihre Schwägerin. So organisierte Pauline Einstein auch in Zeiten der Verarmung dafür, dass der Sohn angemessen finanziert wurde. Auf Einladung von Julie Koch, der Ehefrau ihres Bruders Jakob, verbrachte die verarmte Pauline Einstein zweimal mit ihren Kindern Albert und Maja Einstein zusammen mit Julie Koch den Sommerurlaub in Mettmenstetten. Von 1896 bis 1902 war das besondere Anliegen der Eheleute Pauline und Hermann Einstein der Erhalt der selbständigen Existenz des Familienvaters. 1902 wurde Pauline Einstein Witwe, als Hermann Einstein am 10. Oktober 1902 an einem Herzleiden starb.

## Leben als Witwe 1902–1920
Nach kurzem Zwischenaufenthalt bei ihrer Verwandten Auguste Hochberger in Heilbronn zog Pauline Einstein 1903 nach Hechingen zu ihrer Schwester Fanny und ihrem Schwager Rudolf Einstein, einem Textilfabrikanten. Mit ihnen zog Pauline Einstein 1910 nach Berlin. Wegen finanzieller Unstimmigkeiten konnte sie aber dort 1911 nicht bleiben, woraufhin sie ihr Sohn Albert nach Heilbronn als Haushälterin zu dem Millionär und Pensionär Heinz Oppenheim schickte. Der Heilbronner Überlieferung nach hieß er Emil Oppenheimer und besaß in Heilbronn die Firma Emil Oppenheimer & Co., ein Importgeschäft für Gewürze und Därme.
Ihr Sohn Albert Einstein hatte ursprünglich Elektrotechnik studieren wollen, mit dieser Ausbildung hätte er dem väterlichen Geschäft ab 1900 aufhelfen können. Doch er studierte nach dem Schuljahr in Aarau seiner Neigung entsprechend Physik und Mathematik. In Opposition zu den Eltern heiratete Albert Einstein 1903 eine Züricher Kommilitonin, die nichtjüdische Serbin Mileva Marić, eine der ersten Frauen, die ein Studium der Mathematik und Physik absolvierten. Pauline Einstein hasste ihre Schwiegertochter Mileva Marić, weil sie keine Jüdin und Deutsche war und älter als ihr Sohn („alte Hex“). Schließlich verlor sie den Kontakt zu den Enkeln, die in Zürich lebten. Sie glaubte besser zu wissen, welche Frau zum Sohn passe als dieser selbst. Ende 1913 entzweiten sich die beiden Frauen auf Dauer.
Erst als Albert Einstein in Berlin eine Beziehung zu seiner geschiedenen jüdischen Cousine Elsa Einstein begann und sich von Mileva Marić und seinen Kindern 1914 trennte und sich 1919 scheiden ließ, war seine Mutter zufrieden. Ende Juli 1914 triumphierte Pauline Einstein, nachdem ihr Sohn Frau und Söhne aus Berlin nach Zürich zurückschickte und so die Trennung endgültig herbeiführte.
Die neue Beziehung Albert Einsteins zu Elsa, die schon um 1912 begann, billigte die Mutter, obwohl auch Elsa älter war als ihr Sohn, aber sie war eine Jüdin und gehörte schon zur Familie. 1914 reiste Pauline Einstein erneut nach Berlin, wo sie ihrem ältesten und verwitweten Bruder Jakob Koch den Haushalt führte. Noch 1914 wurde Pauline in Berlin wegen Gebärmutterkrebs operiert; Albert Einstein zahlte die Operationskosten.
Von 1915 bis 1918 war Pauline Einstein wieder Haushälterin bei Heinz Oppenheim in Heilbronn. Sie lebte 1918 zeitweise bei ihrem ältesten Bruder Jakob Koch in Zürich. 1919 kehrte ihre Erkrankung zurück. Pauline lebte zu dieser Zeit bei ihrer Tochter Maja Einstein und deren Ehemann Paul Winteler in Luzern und dann dort in einem Pflegeheim. Im Dezember 1919 wurde Pauline Einstein in einem separaten Eisenbahn-Krankenwaggon mit einer Luzerner Ärztin, einer Krankenschwester und Tochter Maja nach Berlin gebracht. In den letzten beiden Monaten ihres Lebens wurde sie im Arbeitszimmer ihres Sohnes Albert in dessen Wohnung im Haus Haberlandstraße 5 in Wilmersdorf von der aus Luzern stammenden Krankenschwester gepflegt. Sie starb am 20. Februar 1920, wenige Wochen nach Vollendung ihres 62. Lebensjahres, und wurde am 23. Februar 1920 auf dem nichtjüdischen Städtischen Friedhof in der Maxstraße in Berlin-Schöneberg bestattet.

## Ehrung
Eine Tafel an der Stelle des einstigen Geburtshauses von Pauline Einstein in der Badstraße 20 in Bad Cannstatt erinnert an sie.

## Trivia
In der amerikanischen TV-Serie Genius: Einstein wurde Pauline Einstein von der britischen Schauspielerin Claire Rushbrook verkörpert.